# Fonds der Betriebe
Die Fonds der Betriebe – auch: betriebliche Fonds – war in der DDR im weiteren Sinn eine zusammenfassende Bezeichnung für die den sozialistischen Betrieben zur Erfüllung ihrer Aufgaben übertragenen Mittel und deren Deckungsquellen.
Die Fonds wurden untergliedert nach
- den Stadien des Kreislaufprozesses in Produktionsfonds, Zirkulationsfonds und Sonderfonds
- ihrem Verhalten im Kreislaufprozess in Grundmittel und Umlaufmittel
- ihrem stofflichen Gehalt in materielle Fonds (Produktionsfonds und Warenfonds) und finanzielle Fonds (Geldfonds)
- nach dem Rechtsträger des Eigentums in eigene Fonds (Grundmittelfonds, Umlaufmittelfonds) und fremde Fonds (Kredite und Verbindlichkeiten)

Im engeren Sinn wurden unter den Fonds der Betriebe zweckgebundene Finanzierungsquellen für bestimmte Aufgaben verstanden. Diese Fonds wurden in der Regel aus dem in den Betrieben nach Abführung der Nettogewinnabführung verbleibenden Gewinnen gebildet (Thesaurierung) und waren Teil der Eigenmittel der Betriebe. Reichte der Nettogewinn der Betriebe für die geplanten Fondszuführungen nicht aus, erhielten die Betriebe in der Regel eine Fondsstützung. Für jeden Fonds bestand ein Bankguthaben in gleicher Höhe. Die wichtigsten Fonds in diesem Sinn waren:
- Investitionsfonds: Er diente der Finanzierung der betrieblichen Investitionen. Neben Gewinnen wurden er auch Amortisationen (zurückgeflossenen Abschreibungen), Erlösen aus Grundmittelverkäufen und ggf. Mitteln des Staatshaushaltes finanziert.
- Prämienfonds: Aus ihm wurden die Prämien an die Mitarbeiter gezahlt, insbesondere die Jahresendprämie. Der Fonds war bei 1.100 M/Mitarbeiter gedeckelt, d. h. auch bei Überfüllung der Pläne konnte ein Betrieb das Prämienvolumen nicht frei erhöhen.
- Kultur- und Sozialfonds: Aus ihm wurden betriebliche Einrichtungen wie Werksküchen, Ferienheine, Kindergärten, Kinderkrippen, Sportanlagen, Kulturhäuser u. ä. finanziert.
- Leistungsfonds: Er konnte bei Übererfüllung der Pläne gebildet werden und diente der Verbesserung der Arbeits- und Lebensbedingungen.

Daneben bestanden der Grundmittel- und der Umlaufmittelfonds. Sie dienten neben Krediten der Finanzierung der Grund- und Umlaufmittel, also des Anlagevermögens und des Umlaufvermögens.
Die Bildung und Verwendung der Fonds unterlag der staatlichen Planung. Wenn Fonds nicht materiell gedeckt gewesen wären (d. h. wenn einem Betrieb z. B. die Baukapazitäten und das Material zur Errichtung eines Ferienheims nicht zugewiesen waren), durften sie nicht gebildet werden.